# 张村乡 (献县)
张村乡，是中华人民共和国河北省沧州市献县下辖的一个乡镇级行政单位。

## 行政区划
张村乡下辖以下地区：
南张村、北张村、前尹庄村、后尹庄村、文大夫村、万家寨村、陈庄村、小八里庄村、桥头村、大八里庄村、王庄村、古今庄村、贾庄村、大章村、权寺一村、权寺二村、权寺三村、永合村和河堤村。